# 第54回日本レコード大賞
第54回日本レコード大賞（だい54かいにほんレコードたいしょう）は、2012年（平成24年）12月30日に新国立劇場中劇場で開催の、54回目の『日本レコード大賞』である。

## 概要
第54回の大賞は、AKB48の「真夏のSounds good !」に決定した。AKB48は2年連続2度目の受賞で、2連覇は第51回のEXILE以来3年ぶり史上6組目（女性では浜崎あゆみに続いて4組目）、女性グループとしては史上初。また選抜メンバーの岩田華怜は当時史上最年少の14歳7か月での受賞となった（第30回における光GENJI・佐藤敦啓の15歳4か月を更新。第61回でFoorinが記録更新）。オリコン年間シングルチャート1位及びTBSの音楽番組『COUNT DOWN TV』年間シングルランキング1位の楽曲が2年連続で受賞となり、史上初。大賞受賞曲を発表したプレゼンターは日本作曲家協会会長・制定委員長の服部克久。
最優秀新人賞は家入レオに決定した。プレゼンターは制定委員の都倉俊一。
1996年（平成8年）第38回から16年連続で授賞式の司会を務めた堺正章が退任（ただし、功労賞受賞）、代わって2001年（平成13年）第43回以降から進行アナウンサーを務めてきた安住紳一郎が昇格し、新垣結衣と共に司会を務めた。
関東地区の第1部（18:30 - 19:00）の平均視聴率は14.1%であり、第2部（19:00 - 21:54）の平均視聴率は前回を1.7ポイント上回る16.6%（ビデオリサーチ調べ）、4年ぶりに時間帯首位を奪還した。
この年をもってナレーションを務めていた古野顕一が卒業。翌年（第55回）はジョン・カビラが務めることとなった。

### 放送時間
テレビ放送
- 本編に先立って事前番組『もうすぐ第54回輝く!日本レコード大賞』が、17時30分 - 18時30分に放送された（19局ネット）。
TBS、HBC、IBC、TBC、TUF、
SBC、MRO、MBS、RSK、RCC、
BSS、TYS、ITV、KUTV、RKB、
OBS、MRT、MBC、RBC
- 「第54回輝く!日本レコード大賞」（本編）は、18時30分 - 21時54分に放送された（JNN28局ネット）。

ラジオ放送
- 18時30分 - 22時00分（SBS・RBCは19時から飛び乗り）に放送[注釈 1]。
同時ネット局はTBS R&C（制作キー局）、HBC、IBC、SBC、MRO、FBC、SBS、CBC、OBS、RBC

（いずれもJRN系列）

## 司会
- 安住紳一郎（TBSアナウンサー）[4]
- 新垣結衣（女優）[4]
- 枡田絵理奈（TBSアナウンサー）
- 吉田明世（TBSアナウンサー）

### ラジオ中継進行
- 駒田健吾（TBSアナウンサー）[注釈 3]

## 受賞作品・受賞者一覧

### 日本レコード大賞
- 「真夏のSounds good !」
  - 歌手：AKB48
  - 作詞・プロデューサー：秋元康
  - 作曲：井上ヨシマサ
  - 編曲：井上ヨシマサ
  - 所属事務所：株式会社AKS
  - レコード会社：キングレコード

### 最優秀歌唱賞
- 天童よしみ「おんなの山河」

### 最優秀新人賞
- 家入レオ

### 最優秀アルバム賞
- 西野カナ『Love Place』

### 優秀作品賞（大賞ノミネート作品）
- JUJU「ありがとう」
- いきものがかり「風が吹いている」
- 西野カナ「GO FOR IT!!」
- 氷川きよし「櫻」
- 香西かおり「酒のやど」
- AAA「777 〜We can sing a song!〜」
- 三代目J Soul Brothers「花火」
- Fairies「White Angel」
- AKB48「真夏のSounds good !」
- 斉藤和義「やさしくなりたい」

### 新人賞（最優秀新人賞ノミネート）
- 家入レオ
- 臼澤みさき
- 小野恵令奈
- ティーナ・カリーナ

### 優秀アルバム賞
- 山崎ハコ『縁-えにし-』
- SEKAI NO OWARI『ENTERTAINMENT』
- 藤田恵美『花束と猫』
- FUNKY MONKEY BABYS『ファンキーモンキーベイビーズ4』

### 作曲賞
- レーモンド松屋『五木ひろし「夜明けのブルース」』

### 作詩賞
- 秋元康『AKB48「UZA」「ギンガムチェック」「真夏のSounds good!」など』

### 編曲賞
- 中田ヤスタカ『Perfume「スパイス」、きゃりーぱみゅぱみゅ「つけまつける」など』

### 企画賞
- 『THE IDOLM@STER ANIM@TION MASTER 生っすかSPECIAL 01』日本コロムビア株式会社
- 『幸魂 奇魂 －古事記より－』藤舎貴生／発売元：公益財団法人 日本伝統文化振興財団／販売元：ビクターエンタテインメント株式会社
- 『時代の歌V』鳥羽一郎／日本クラウン株式会社
- 『DOUBLES BEST』スキマスイッチ／株式会社アリオラジャパン
- 『HIROSHI TACHI sings YUJIRO』舘ひろし／株式会社デフスターレコーズ
- 『もしも明日が 〜三木たかしトリビュート〜』ユニバーサルミュージック合同会社

### 特別賞
- きゃりーぱみゅぱみゅ
- プリンセス・プリンセス
- ペギー葉山

### 功労賞
- かまやつひろし
- 堺正章
- 中村泰士
- 倍賞千恵子
- 三沢あけみ

### 特別功労賞
- 伊藤エミ（歌手、ザ・ピーナッツ・メンバー）
- 尾崎紀世彦（歌手、ザ・ワンダース・元メンバー）
- 桜井センリ（ジャズミュージシャン、ピアニスト、ハナ肇とクレージーキャッツ・メンバー）
- 櫻田誠一（作曲家）
- 佐々木敢一（ウクレレ奏者、歌手、和田弘とマヒナスターズ・メンバー）
- 長良じゅん（長良プロダクション創業者）
- 宮史郎（歌手）
- 森光子（歌手、俳優）

### 日本作曲家協会奨励賞
- 走裕介

## 審査委員
- 審査委員長：川崎浩（毎日新聞）
- 審査委員・幹事（21人）=21人に審査委員長含む
  - 新聞記者（12人）：読売新聞、毎日新聞、日本経済新聞、産経新聞、東京新聞、時事通信、日刊スポーツ、スポーツニッポン、報知新聞、サンケイスポーツ、デイリースポーツ、東京中日スポーツ。
  - JNN系列放送局4社（4人）：MBS毎日放送、CBC中部日本放送、RKB毎日放送、HBC北海道放送。
  - 音楽評論家・音楽プロデューサー（5人）

## テレビ中継スタッフ
- ナレーション：古野顕一
- 構成：伊藤正宏、櫻井昭宏、小泉泰成
- 取材：三好千春、村山由紀子、板垣寿美
- 演奏
  - 音楽監督・編曲・指揮：服部隆之
  - 編曲：宮下博次
  - THE BAND
    - Piano：倉田信雄
    - Synthesizer：田代修二
    - Bass：渡辺直樹
    - Drums：伊藤史朗
    - Percussion：藤井珠緒
    - Guitar：古川昌義、古川望
    - Trumpet：菅坡雅彦、横山均、佐々木史郎
    - Trombone：広原正典、花坂義孝
    - Saxophone：Bob Zung、近藤淳、上里稔
    - Chorus：木戸やすひろ、比山貴咏史、山田洋子、鈴木洋子

  - RUSH by TAKASHI KATO
    - Violin/Top：加藤高志
    - Violin/1st：押鐘貴之、伊能修、松本亜土、渡辺一雄、藤堂昌彦、岡部憲、武田幸治
    - Violin/2nd：加藤亜紀子、杉野裕、入江茜、氏川恵美子、桐山なぎさ、福井啓太
    - Viola：古川原裕仁、榎戸崇浩、渡部安見子、升谷直嗣
    - Cello：堀沢真己、丸山泰雄、木村隆哉、岩永知樹
    - Harp：朝川朋之

  - Additional Musicians
    - 倍賞千恵子：小六禮次郎
    - 五木ひろし：大久保明
    - 天童よしみ：和智秀樹
    - 舘ひろし：一本茂樹
    - 坂本冬美・藤あや子：田代耕一郎
    - 氷川きよし：石橋雅一
    - いきものがかり：本間昭光、亀田誠治、林部直樹、坂井"ラムジー"秀彰、足立賢明、玉田豊夢、藤田乙比古、佐久間優、小谷晋一
    - JUJU：蔦谷好位置

  - ミュージシャンコーディネート：フェイス・ミュージック
  - オープニングダンサー：Movin'on Unit
- 新国立劇場スタッフ
  - TM：長谷川晃司
  - TP：原田幸治
  - TD：山下直
  - SW：寺尾昭彦
  - カメラ：中野啓
  - カムリモート：野坂和恵
  - テクノクレーン：坂野昇
  - VE：石川浩之
  - 照明：近藤明人、原昇
  - 音声：森和哉、田中聖二
  - PA：池戸和幸、小暮倫見
  - 音効：岡本智宏
  - 連絡回線：小池真一、小沼誠
  - プロンプター：重永光信、田中晶子
  - 美術プロデューサー：飯田稔
  - 美術デザイン：三須明子
  - 美術制作：長谷川隆之、川﨑光紘
  - 装置：古川俊一、打越裕
  - 美術メガシステム：庄子泰広
  - 電飾：斉藤貴之、森田光俊
  - 装飾：野呂利勝
  - フロアー装飾：渡邊卓也
  - 特殊効果：畑中力
  - 楽器：高井啓光
  - 衣装：原口恵里
  - 持道具：寺澤麻由美
  - 化粧：吉田謙二
- 中継
  - TD：金澤健一
  - VE：田上隆行
  - カメラ：荒井隆之
  - 音声：池亀淳一
  - 照明：高木亘
  - プロデューサー：古谷英一
  - 演出：伊藤秀人
- OAサブ
  - TD：伊東修
  - VE：高橋康弘
  - 音声：照屋哲
  - 音効：太田誠也
  - CG：木村健二、竹内智子
  - 回線：池田千廣
  - VTRルーム：加藤孝祐、高橋大介
  - MA：橋本大
  - 編集：藤森唯史、水澤望
  - TK：葛貫明子
  - VTR担当：清宮嘉浩、妹尾篤志、前島隆昭、藤野大作
  - 演出：西川永哲
- 編成：渡辺信也
- 宣伝：鈴木慎治、川鍋昌彦
- 公開：廣中信行、松元裕二、齊藤絵里子、三橋祐太郎
- TK：長谷川道子
- AP：鹿渡弘之、神田祐子、佐藤誠子
- 制作進行：佐藤康昭
- 演出スタッフ：橘信吾、藤原聖明、大木さやか、内藤健一、依田栞、小関美保子、石田桂子
- MC担当：金原将公、小林弘典、藤井健太郎、河本恭平
- 音cue：寺田淳史
- プロンプター：松原拓也
- アナブース：細谷知世、小林秀行
- 綱元・美術操作：田辺和弘
- ステージ：荻原好武
- ディレクター：岩本啓助
- ライブ演出：柴田猛司
- 舞台監督：高柳健人、植木修一
- 総合演出：木田将也
- プロデューサー：片山剛、大木真太郎、服部英司
- 制作プロデューサー：落合芳行
- 技術協力：MBS、東通、ティエルシー、エヌ・エス・ティー、TAMCO、TBSテックス、テクト、ラ・ルーチェ、NEXION、ダブルビジョン、PRG、SJP INC.、MTPlanning、PARK GRAPHICS
- 資料協力：レコチョク
- 楽器協力：ローランド
- 協力：新国立劇場運営財団
- 制作協力：BMC
- 製作著作：TBS